# Korath
Korath är en vulkan i Etiopien. Den ligger i den sydvästra delen av landet, 500 km sydväst om huvudstaden Addis Abeba. Toppen på Korath är 912 meter över havet.
Terrängen runt Korath är platt åt sydväst, men åt nordost är den kuperad. Korath är den högsta punkten i trakten. Runt Korath är det glesbefolkat, med 14 invånare per kvadratkilometer. Trakten runt Korath består i huvudsak av gräsmarker.